# Malta i olympiska sommarspelen 1996
Malta deltog i de olympiska sommarspelen 1996 med en trupp bestående av sju deltagare, men ingen av landets deltagare erövrade någon medalj.

## Friidrott
Herrarnas 100 meter
- Mario Bonello — 88:e plats

Damernas maraton
- Carol Galea — fullföljde inte (→ ingen notering)

## Judo
Damer
- Laurie Pace — förlorade båda matcherna

## Segling
Herrarnas mistral
- Andrew Wilson — som bäst på 27:e plats, men slutade 38:e plats av 46 tävlande

Laser
- John Tabone — som bäst på 24:e plats, men slutade på 41:a plats av 56 tävlande